# Victoria Aveyard
Victoria Aveyard (East Longmeadow, 27 luglio 1990) è una scrittrice e sceneggiatrice statunitense.

## Biografia
Nata a East Longmeadow, nel Massachusetts, ha sviluppato l'interesse per la scrittura fin dalla tenera età.
Autrice di libri fantasy, è conosciuta soprattutto per la sua serie di romanzi fantasy Regina Rossa, il cui adattamento cinematografico è in via di sviluppo. Aveyard ha scritto il romanzo un anno dopo essersi diplomata in sceneggiatura alla University of Southern California nel 2012.

### Serie di Regina rossa
- Regina rossa, 2015 (Red Queen, 2015)
- Spada di vetro, 2016 (Glass Sword, 2016)
- Gabbia del re, 2017 (King's Cage, 2017)
- Tempesta di guerra, 2018 (War Storm, 2018)

### Regina rossa novelle
- Queen Song, 2015 (inedito in Italia)
- Steel Scars, 2016 (inedito in Italia)
- Broken Throne, 2019 (Inedito in Italia)

Queen Song e Steel Scars sono novelle ambientate nell'universo di Regina rossa, e sono state raccolte in un volume con il nome di Cruel Crown (2016); in Italia il libro è ancora inedito.

### Serie di Il regno delle ceneri
- Il regno delle ceneri, 19 ottobre 2021 (Realm Breaker, 2021)
- Il regno dei demoni, 22 novembre 2022 (Blade Breaker, 2022)
- Il regno del destino, 10 settembre 2024 (Fate Breaker 2024)